# Vlag van Ulvenhout

Dorpsvlag van Ulvenhout

De vlag van Ulvenhout werd op 22 december 2011 vastgesteld door de gemeenteraad van Breda als de dorpsvlag van het Nederlandse dorp Ulvenhout. De vlag kan als volgt worden beschreven:
Een vlag, over het midden van de scheiding en broeking en vlucht gevierendeeld van wit, groen, rood en wit; met in het witte vlak aan de broektop een blauw rooster, de steel omhoog.
Het rooster is ontleend aan het gemeentewapen.

## Verwante afbeeldingen

Wapen van Ulvenhout
Vlag van Bavel
Vlag van Galder
Vlag van Strijbeek

Acht
· Alphen
· Bavel
· Berghem
· Berlicum
· Biest-Houtakker
· Borkel en Schaft
· Chaam
· Cromvoirt
· Cuijk
· Den Dungen
· Dinteloord
· Effen
· Esch
· Galder
· Geeren-Noord
· Gemonde
· Haagse Beemden
· Haaren
· Halsteren
· Helvoirt
· Herpen
· Heusden
· Langenboom
· Leur
· Megen, Haren en Macharen
· Moergestel
· Nieuw-Vossemeer
· Nuland
· Olland
· Orthen
· Princenhage
· Ravenstein
· Rosmalen
· Sint-Michielsgestel
· Sprang
· Steenbergen
· Strijbeek
· Teteringen
· Ulvenhout
· Udenhout
· Velp
· Vierlingsbeek
· Waspik
· Wintelre